# Акимов, Владимир Николаевич
Влади́мир Никола́евич Аки́мов — биофизик, профессор, доктор физико-математических наук, заведующий кафедрой высшей математики МБФ РНИМУ.

## Биография
С 1959 по 1965 год учился в Московском Физико-Техническом институте по специальности «Математическая физика и атомная спектроскопия».
В 1969 году защитил кандидатскую диссертацию на тему «Квантовая теория поля в процессах множественного рождения элементарных частиц», а в 1990 году - докторскую на тему «Флуктуационная электромеханика липидных мембран».
Декан МБФ РНИМУ  с 1993 по 1995 гг.
Область научных интересов: теоретическая биофизика.

## Из библиографии
Учебные пос.
- Акимов В.Н., Попов В.Я. Интегрирование функций одной переменной. Определённый интеграл учеб. пос. // РНИМУ, 2010.
- Акимов В.Н., Попов В.Я. Интегрирование функций одной переменной. Неопределённый интеграл учеб. пос. // РНИМУ, 2011.
- Акимов В.Н. Дифференциальные уравнения // РНИМУ, 2019